# Бойд, Крис
Крис Бойд (англ. Kris Boyd; род. 18 августа 1983, Эрвин, Шотландия) — шотландский футболист, нападающий.

## Карьера
Крис начал карьеру в клубе «Килмарнок», а в 2006 году перешёл в «Рейнджерс». В настоящее время он является первым по результативности бомбардиром в истории Премьер-лиги Шотландии, имея на своём счету 155 голов в чемпионате.
С 2006 по 2008 годы Бойд выступал за сборную Шотландии, но 11 октября 2008 года заявил, что не будет играть за сборную, пока её возглавляет Джордж Берли. В 2010 году вернулся в сборную.

### «Килмарнок»
25 августа 1999 года Бойд подписал контракт с клубом «Килмарнок», а его дебют за основной состав команды пришёлся на последний матч сезона 2000/01 против «Селтика».

### «Рейнджерс»
22 декабря 2005 года было объявлено о переходе Бойда в «Рейнджерс» в январское трансферное окно. Он официально стал игроком «Рейнджерс» 1 января 2006 года.
30 декабря 2009 года в матче против «Данди Юнайтед» Крис Бойд забил пять голов и не только помог своей команде одержать разгромную победу со счётом 7-1, но и стал абсолютным рекордсменом шотландской Премьер-Лиги по количеству забитых голов, превзойдя предыдущее достижение легенды «Селтика» Хенрика Ларссона..
По завершении сезона 2009/10 Крис Бойд объявил, что всего достиг в шотландском футболе и по этой причине покидает «Рейнджерс».

### «Мидлсбро»
5 июля 2010 года о его подписании объявил «Мидлсбро».
Свой первый гол за «Боро» Крис забил 22 августа 2010 в матче против «Шеффилд Юнайтед». Благодаря его мячу «речники» одержали победу со счетом 1:0.

### «Ноттингем Форест»
8 марта шотландец, на правах аренды, перешёл в «Ноттингем Форест». В обратном направлении последовал голкипер «лесников» Пол Смит.
В тот же день, 8 марта Крис Бойд дебютировал за «лесников» в матче против «Шеффилд Юнайтед», выйдя на замену на 72 минуте. Встреча закончились поражением «Ноттингема», а сам шотландец никак себя не проявил.
20 марта Бойд отметился первым голом за «Ноттингем Форест» в игре против валлийского клуба «Суонси».

## Карьера в сборной

### Голы за сборную
| №  | Дата            | Стадион            | Соперник          | Счёт | Итог матча | Турнир               |
| -- | --------------- | ------------------ | ----------------- | ---- | ---------- | -------------------- |
| 1. | 11 мая 2006     | Кобе, Япония       | Болгария          | 1:0  | 5:1        | Кубок Кирин          |
| 2. | 11 мая 2006     | Кобе, Япония       | Болгария          | 2:1  | 5:1        | Кубок Кирин          |
| 3. | 2 сентября 2006 | Глазго, Шотландия  | Фарерские острова | 3:0  | 6:0        | Квалификация ЧЕ-2008 |
| 4. | 2 сентября 2006 | Глазго, Шотландия  | Фарерские острова | 5:0  | 6:0        | Квалификация ЧЕ-2008 |
| 5. | 24 марта 2007   | Глазго, Шотландия  | Грузия            | 1:0  | 2:1        | Квалификация ЧЕ-2008 |
| 6. | 22 августа 2007 | Абердин, Шотландия | ЮАР               | 1:0  | 1:0        | Товарищеский матч    |
| 7. | 8 сентября 2007 | Глазго, Шотландия  | Литва             | 1:0  | 3:1        | Квалификация ЧЕ-2008 |

## Статистика выступлений
| Клуб             | Сезон            | Лига | Лига | Кубок Шотландии | Кубок Шотландии | Кубок Лиги | Кубок Лиги | Еврокубки | Еврокубки | Итого | Итого |
| Клуб             | Сезон            | Игры | Голы | Игры            | Голы            | Игры       | Голы       | Игры      | Голы      | Игры  | Голы  |
| ---------------- | ---------------- | ---- | ---- | --------------- | --------------- | ---------- | ---------- | --------- | --------- | ----- | ----- |
| Килмарнок        | 2000/01          | 1    | 0    | 0               | 0               | 0          | 0          | 0         | 0         | 1     | 0     |
| Килмарнок        | 2001/02          | 28   | 4    | 2               | 0               | 1          | 0          | 1         | 0         | 32    | 4     |
| Килмарнок        | 2002/03          | 38   | 12   | 1               | 0               | 1          | 0          | 0         | 0         | 40    | 12    |
| Килмарнок        | 2003/04          | 37   | 15   | 2               | 0               | 1          | 0          | 0         | 0         | 40    | 15    |
| Килмарнок        | 2004/05          | 30   | 17   | 3               | 2               | 2          | 0          | 0         | 0         | 35    | 19    |
| Килмарнок        | 2005/06          | 19   | 15   | 0               | 0               | 1          | 2          | 0         | 0         | 20    | 17    |
| Килмарнок        | Итого            | 153  | 63   | 8               | 2               | 6          | 2          | 1         | 0         | 168   | 67    |
| Рейнджерс        | 2005/06          | 17   | 17   | 2               | 3               | 0          | 0          | 2         | 0         | 21    | 20    |
| Рейнджерс        | 2006/07          | 32   | 20   | 1               | 2               | 2          | 1          | 9         | 3         | 44    | 26    |
| Рейнджерс        | 2007/08          | 28   | 14   | 6               | 6               | 3          | 5          | 4         | 0         | 41    | 25    |
| Рейнджерс        | 2008/09          | 35   | 27   | 5               | 1               | 4          | 3          | 2         | 0         | 46    | 31    |
| Рейнджерс        | 2009/10          | 31   | 23   | 5               | 3               | 2          | 0          | 2         | 0         | 40    | 26    |
| Рейнджерс        | Итого            | 143  | 101  | 19              | 15              | 11         | 9          | 19        | 3         | 192   | 128   |
| Всего за карьеру | Всего за карьеру | 296  | 164  | 27              | 17              | 17         | 11         | 20        | 3         | 360   | 195   |

(данные откорректированы по состоянию на 1 июля 2010)

## Достижения

### Командные
Рейнджерс
- Чемпион Шотландии (2): 2008/09, 2009/10
- Обладатель Кубка Шотландии (2): 2007/08, 2008/09
- Обладатель Кубка шотландской лиги (2): 2007/08, 2009/10
- Финалист Кубка шотландской лиги: 2008/09
- Финалист Кубка УЕФА: 2007/08

### Личные
- Лучший бомбардир чемпионата Шотландии (4): 2005/06, 2006/07, 2008/09, 2009/10

## Личная жизнь
Бойд вырос в деревне Тарболтон неподалёку от Эра. С детства был болельщиком «Рейнджерс».